# Patrice Ciprelli
Patrice Ciprelli (1955) è un ex sciatore alpino e allenatore di ciclismo francese.

## Biografia
Specialista delle prove veloci originario di Grenoble, Ciprelli ai Campionati francesi 1976 vinse il titolo nazionale nella combinata; non prese parte a rassegne olimpiche e non ottenne piazzamenti in Coppa del Mondo o ai Campionati mondiali.
Dopo il ritiro divenne allenatore della moglie, la ciclista Jeannie Longo; nel 2011 fu coinvolto in un'inchiesta sul doping e nel 2018 fu condannato definitivamente a un anno di prigione per acquisto illegale di EPO.

## Palmarès

### Campionati francesi
- 1 oro (combinata nel 1976)[2]